# Amr El Solia
Amr Mohamed Eid El Solia (arab. عمرو السولية; ur. 2 kwietnia 1990 w muhafazie Ismailia) – egipski piłkarz grający na pozycji pomocnika w Al-Ahly Kair oraz reprezentacji Egiptu. Srebrny medalista Pucharu Narodów Afryki 2021.

## Kariera
El Solia zaczynał seniorską karierę w Ismaily. W 2015 roku przeniósł się do Nadi asz-Szab. W 2016 podpisał kontrakt z Al-Ahly Kair. Z klubem zdobył wiele trofeów, m.in. pięć mistrzostw Egiptu i dwa razy Afrykańską Ligę Mistrzów.
W reprezentacji Egiptu zadebiutował 11 sierpnia 2010 w meczu z Demokratyczną Republiką Konga. Pierwszą bramkę zdobył 7 grudnia 2021 w starciu z Algierią. Został powołany na Puchar Narodów Afryki 2021. Tam zajął z drużyną drugie miejsce.